# (5622) 1990 TL4
(5622) 1990 TL4 (1990 TL4, 1943 TE, 1971 OR1, 1988 DF5) — астероїд головного поясу, відкритий 14 жовтня 1990 року.
Тіссеранів параметр щодо Юпітера — 3,288.